# Dai Zong
Daizong Tang (唐代宗李豫, nato come Li Chu (李俶) che, dal 758, cambiò nome in  Li Yu (李豫); 726 – 779) è stato il ottavo imperatore della dinastia Tang e regnò dal 762 al 779.
Era figlio di Su Zong. Durante la ribellione di An Lushan, agì da generale ed ebbe l'incarico di rappresentare la famiglia reale nelle due capitali (Luoyang e Chang'an). All'inizio del suo regno il re-prefetto generale di Fenyang Guo Ziyi calmò con successo la Ribellione di Anshi, che aveva tormentato la dinastia per oltre sette anni. Nel 763, mentre Daizong e Guo erano a Luoyang, forze tibetane occuparono improvvisamente la capitale di Chang'an. Le forze tibetane vennero tuttavia sconfitte nel giro di pochi giorni.
Altri eventi degni di nota durante il suo regno includono un complotto perpetrato da un eunuco corrotto di nome Li Fuguo che ottenne il controllo dell'amministrazione uccidendo la matrigna di Dai Zong. In seguito Li tentò di confinare Dai Zong nel palazzo mentre sbrigava gli affari di stato. Dai Zong capì i motivi di Li e mise in scena un ritorno facendo assassinare Li con tanti altri eunuchi corrotti.
Daizong fu un profondo praticante della religione buddhista e spese grosse somme di denaro nella costruzione di templi e di zone sacre. In seguito questo si sarebbe dimostrato un fardello finanziario per l'impero e portò ancora più rapidamente la dinastia al declino.